# Lehmannia
Lehmannia ist eine Gattung der Nacktschnecken-Familie der Schnegel (Limacidae) aus der Unterordnung der Landlungenschnecken (Stylommatophora).

## Merkmale
Die Arten dieser Gattung sind Tiere mittlerer Größe mit einem auffällig schlanken Körper. Das hintere Ende läuft spitz aus. Zusammengezogen erreichen sie eine Länge von etwa 4 cm, ausgestreckt bis etwa 8 cm. Die Haut ist sehr weich, dünn und leicht durchscheinend. Sie wirkt wässrig und ist bei Berührung sehr glitschig. Der Kiel ist unterschiedlich lang und leicht konvex gewölbt. Er reicht nicht bis zum Mantel. In Verlängerung des Kiels zieht sich aber oft ein heller Streifen bis an den Mantelrand. Der Mantel erreicht ungefähr ein Drittel der Gesamtkörperlänge. Er weist feine konzentrische Runzeln auf. Das Atemloch (Pneumostom) liegt hinter der Mitte des Mantelschildes. Die Färbung ist sehr variabel, oft auch innerhalb einer Art. Andererseits können anatomisch gut unterscheidbare Arten sehr ähnlich gefärbt sein. Die Zeichnung besteht bei vielen Arten aus verwaschenen Längsstreifen oder -striemen. Der Schleim ist farblos und fühlt sich wässrig an; werden Exemplare gereizt, können sie große Mengen Schleim absondern.
Der Darm ist nicht verdreht; er zeigt drei Schlingen. Die zweite Schlinge ist kürzer als die erste Schlinge und die dritte Schlinge kürzer als die zweite Schlinge. Es ist ein Blinddarmfortsatz vorhanden. Die Geschlechtsdrüse sitzt hinter der zweiten Darmschlinge oder innerhalb der ersten Darmschlinge. Der distale Teil der Prostata ist etwas vom Spermovidukt abgesetzt. Der Samenleiter (Vas deferens) ist kurz und gut entwickelt und tritt subapikal neben dem Penisretraktormuskel in den Penis ein. Der Penis ist meist kurz, konisch, umgekehrt konisch oder keulenförmig, selten lang und zylindrisch. Intern weist der Penis zwei längs verlaufende Pilaster auf, besitzt aber keinen Reizkörper. Der Penisretraktormuskel setzt am Penis unterhalb des Eingangs des Samenleiters (Vas deferens) an. Ein unverzweigtes Flagellum ist bei den meisten Arten vorhanden. Es ist ein Aufwuchs auf das meist verdickte Ende des Penis und kann kurz, plättchenförmig oder auch lang, peitschenförmig ausgezogen sein. Die Spermathek ist kurz und öffnet sich nahe der Basis in den Penis.

## Geographische Verbreitung, Lebensraum und Lebensweise
Die Arten der Gattung waren in ihrer Verbreitung ursprünglich auf Europa beschränkt. Einige sind heute durch menschliche Verschleppung fast weltweit verbreitet. Manche sind ausgesprochen synanthrop, wie beispielsweise der Gewächshausschnegel, dessen Name dies bereits andeutet.
Die meisten Arten sind sehr aktiv, kriechen bisweilen auch an Bäumen hoch oder leben hauptsächlich auf Bäumen. Im Gebirge gehen manche Arten sogar über die Baumgrenze, in der Hohen Tatra z. B. bei 2000 m. Die Arten der Gattung Lehmannia ernähren sich von Algen, Flechten, Pilzen und totem Pflanzenmaterial, selten auch von frischem Pflanzenmaterial.

## Taxonomie
Das Taxon wurde von David Friedrich Heynemann (auch Friedrich David Heynemann) 1863 im 10. Band der Malakozoologischen Blätter erstmals als Untergattung von Limax vorgeschlagen. Die Typusart ist Limax marginatus Müller, 1774 durch Monotypie. Derzeit wird Lehmannia allgemein als selbständige Gattung aufgefasst.
Derzeit werden folgende Arten zur Gattung Lehmannia gestellt:
- Lehmannia brunneri (Wagner, 1931)
- Lehmannia horezia Grossu & Lupu, 1962
- Lehmannia islandica Forcart, 1966
- Alpenschnegel (Lehmannia janetscheki Forcart, 1966)
- Lehmannia jaroslaviae Grossu, 1967
- Lehmannia macroflagellata Grossu & Lupu, 1962
- Baumschnegel (Lehmannia marginata (Müller, 1774))
- Lehmannia medioflagellata Lupu, 1968
- Lehmannia melitensis (Lessona & Pollonera, 1882)
- Östlicher Schnegel (Lehmannia nyctelia (Bourguignat, 1861))
- Lehmannia requienii Pollonera, 1896
- Gebirgsschnegel (Lehmannia rupicola Lessona & Pollonera, 1882)
- Lehmannia sarmizegetusae Grossu, 1970
- Lehmannia szigethyae Wiktor, 1975
- Gewächshausschnegel (Lehmannia valentiana (Férussac, 1822))
- Lehmannia vrancensis Lupu, 1973

## Belege